# Hasenkamp (Unternehmen)
Hasenkamp ist ein internationales Speditionsunternehmen mit Sitz in Frechen bei Köln. Zu der Unternehmensgruppe gehören über 40 Unternehmen aus Europa, Asien und Afrika. 2022 erzielte Hasenkamp einen Umsatz von 172,3 Millionen Euro. Hasenkamp gilt laut dem Handelsblatt und der Zeit als führendes Unternehmen in der Kunstlogistik.

## Geschichte
Die Geschichte von Hasenkamp begann 1903 mit der Gründung eines Speditionsbetriebs durch Ewald Hasenkamp. Während des Zweiten Weltkriegs wurde der Betrieb vorübergehend eingestellt, jedoch nach Kriegsende wieder aufgenommen, als Kunstwerke in Kölner Museen zurückgebracht wurden. So entwickelte Hasenkamp die Geschäftstätigkeit weiter zur Kunstspedition.
In den folgenden Jahren wurde der Speditionsbetrieb auf internationaler Ebene ausgebaut. 1955 erfolgte die Gründung der ersten Filiale in Bonn und bis 1960 wuchs der eigene Fuhrpark auf 20 Fahrzeuge an. 1965 weiteten sich die Geschäftsbereiche aus und das Unternehmen stieg in die Verpackungsbranche ein. In Köln wurde eine Schreinerei sowie eine Schlosserei für die Fertigung von Spezialverpackungen errichtet. In den folgenden Jahren wurden weitere Niederlassungen eröffnet, darunter in Frankfurt am Main, Hamburg, München und Berlin.
2008 nahm Hasenkamp sein erstes emissionsfreies Kunstdepot auf Geothermie-Basis in Betrieb. Bis 2023 investierte das Unternehmen über 100 Millionen Euro in die Errichtung weiterer Geothermie-Kunstdepots, darunter auch im Ausland.
2024 wurde ein Standort in der Slowakei eröffnet.

## Unternehmensstruktur und Standorte
Die Hasenkamp Holding GmbH ist ein Unternehmen der Hasenkamp-Gruppe. Muttergesellschaft ist die Domary Verwaltungsgesellschaft mbH. 2022 beschäftigte Hasenkamp durchschnittlich 679 Mitarbeiter und erzielte einen Umsatz von 172,3 Millionen Euro. Dabei wurden 56,3 % der Dienstleistungen im Ausland erbracht. In Deutschland verfügt Hasenkamp über 120.000 Quadratmeter Lagerfläche.
Zur Hasenkamp-Gruppe gehören über 1000 Mitarbeiter an über 40 Standorten in Europa, Asien und Afrika, welche wiederum zu 10 mittelständischen Logistikunternehmen gehören:
- Hasenkamp
- Art Logistic
- EuroMove
- Kortmann
- Kunsttrans
- Logitrans
- Lotus
- Hungart
- Mobull
- Tecmedis

## Geschäftsfelder

### Fine Art
Das größte Geschäftsfeld von Hasenkamp ist der Bereich Fine Art, zu welchem unter anderem die Kunstlogistik, Kunstlagerung und Verpackung gehören. Die Dienstleistungen umfassen unter anderem die Bestandsaufnahme, den Transport, die Lagerung, die Handhabung und die Installation von Kunstwerken und Kulturgütern. Die Lagerung erfolgt in verschiedenen Kunstdepots an mehreren Standorten in Deutschland. Diese verfügen über museale Lageranforderungen mit einer konstanten Temperatur von 20 Grad Celsius bei rund 55 % relativer Luftfeuchtigkeit. Verpackungen, wie etwa Transportkisten, werden in der unternehmenseigenen Manufaktur gefertigt. Hasenkamp brachte dafür in Deutschland die Klimakiste auf den Markt, um Temperatur und Feuchtigkeit auch während des Transports zu stabilisieren. Die Dienstleistungen richten sich an Institutionen wie Galerien, Museen, Auktionshäuser und Unternehmen mit Sammlungen sowie Personen wie Künstler und private Sammler. Alle Dienstleistungen können zudem hinsichtlich spezifischer Kundenbedürfnisse angepasst werden.

### Relocation
Zum Bereich Relocation gehören alle Dienstleistungen aus der Umzugslogistik und der Möbeleinlagerung für öffentliche Auftraggeber sowie gewerbliche und private Kunden, sowohl international als auch innerhalb von Deutschland. Zusammen mit Partnerunternehmen werden auch Leistungen wie Flug- und Hotelbuchungen und Versicherungen angeboten. Hasenkamp Relocation ist zudem FIDI FAIM Mitglied.
Der Versand erfolgt über Land-, Luft- oder Seeweg und für die Überführung bietet Hasenkamp verschiedene Zollleistungen an, wie etwa die Erstellung von Inventarlisten und weiteren Dokumenten zur Zollabwicklung.

### Archivdepot
Hasenkamp bietet verschiedene Archivierungsdienstleistungen an, darunter die Einlagerung, Verwaltung und Vernichtung von Akten. Die Archivierung schützt vor Fremdzugriffen, und über eine Online-Plattform können die Dokumente digital eingesehen werden.

### Final Mile Services
Zu den Final Mile Services gehören Dienstleistungen aus der Projekt- und Systemlogistik. Diese richten sich an Groß- und Schwerlasttransporte und den Transport von sensiblen Gütern. Zu solchen Gütern gehören beispielsweise Fitness- und Physiogeräte, Laboreinrichtungen, Unternehmensmobiliar, Rechenzentren oder auch Maschinenbauteile.

## Nachhaltigkeit
Hasenkamp engagiert sich für Nachhaltigkeit und Umweltschutz in verschiedenen Unternehmensbereichen. Im Bereich Kunstlogistik nutzt Hasenkamp emissionsfreie Kunstdepots, die seit 2008 betrieben werden. Diese Depots verwenden Geothermie zur energieeffizienten Temperierung. Zudem wurde in den Ausbau von Photovoltaikanlagen und die Nutzung von Ökostrom investiert, was die Lager zu Plusenergie-Standorten macht.
In der Verpackungslogistik nutzt Hasenkamp wiederverwendbare Miet-Klimakisten, deren Entwicklung vor über 45 Jahren begann. Durch die Wiederverwendung von über 1000 Kisten jährlich werden Ressourcen geschont und der Bedarf an neuen Materialien minimiert. Weiterhin wird bei der Holzbeschaffung für solche Kisten vornehmlich regionales Holz aus Deutschland und Europa genutzt. Eine Software optimiert zudem den Holzschnitt, und Verschnittmaterialien werden recycelt.
Für den Transport nutzt Hasenkamp moderne Fahrzeuge, die der neuesten Abgasnorm entsprechen.